# Skaudvilė
Skaudvilė ( escoltar (?·pàg.)) és una ciutat del districte municipal de Tauragė en el comtat de Tauragė, Lituània. Es troba a 26 km al nord-est de la ciutat de Tauragė.

## Galeria
|  |  |